# Дым (альбом)
«Дым» — дебютный студийный альбом рок-группы «Пикник», оригинальная версия которого записана в 1982 году звукорежиссёром Андреем Тропилло в Доме юного техника города Ленинграда и выпущена тогда же в качестве магнитоальбома. Включён в книгу «100 магнитоальбомов советского рока» Александра Кушнира.
Запись дебютного студийного альбома и самого первого магнитоальбома планировалась ещё в 1981 году, как раз в то время, когда группа «Пикник» перестала быть самодеятельной и стала более профессиональной. Первую собственную песню «Ночь» музыканты «Пикника» до сих пор поют, и она присутствует у них практически на каждом концерте. Она открывает дискографию группы и входит в её золотой фонд.
Также в первоначальную версию альбома входили такие песни, как «Диск-жокей», «Кто много молчит», «Велосипед» и «За невинно убиенных».
Позже песня «За невинно убиенных» в своей новой студийной версии нашла своё место в альбоме 1994 года «Немного огня», а песня «Диск-жокей» (также в студийной перезаписи) «получила постоянную прописку» в альбоме 1997 года «Стекло».
В 1993 году альбом «Дым» был почти полностью перезаписан в студии специально собравшимися для этого музыкантами первого состава и издан на CD. Непосредственное участие в перезаписи принимали Эдмунд Шклярский (все инструменты и вокал) и Алексей Добычин (вокал и бэк-вокал) при поддержке других участников группы — Александра Савельева (не принимал участия в записи оригинального материала 1982 года), Евгения Волощука и Али Бахтиярова (кроме вышеупомянутых Шклярского и Добычина ещё двух непосредственных участников оригинального материала 1982 года).
В 2004 году студия Grand Records выпустила версию этого альбома с единственным бонус-треком — специальной версией песни «Мы как трепетные птицы» на польском языке.
В 2014 году альбом «Дым» был переиздан без бонусов на виниловой пластинке музыкальным издательством «Бомба Мьюзик» и выпущен в рамках «Жёлтой серии» альбомов группы «Пикник».

## Список композиций
Музыка и слова Эдмунда Шклярского, кроме отмеченных.
| №  | Название          | Текст песни | Музыка     | Длительность |
| -- | ----------------- | ----------- | ---------- | ------------ |
| 1. | «Ночь»            |             |            | 6:58         |
| 2. | «Хоровод»         |             |            | 3:00         |
| 3. | «Вечер»           |             |            | 5:13         |
| 4. | «Очень интересно» | А. Добычин  | А. Добычин | 3:59         |
| 5. | «Золушка»         |             |            | 4:51         |
| 6. | «Деньги»          | А. Добычин  | А. Добычин | 2:52         |
| 7. | «Караван»         |             |            | 3:43         |
| 8. | «Опиумный дым»    |             |            | 6:27         |

## Участники записи
версия 1982 года
- Эдмунд Шклярский — вокал (1, 3, 5, 8); гитара, акустическая гитара, клавишные
- Алексей Добычин — вокал (2, 4, 6, 7)
- Евгений Волощук — бас-гитара
- Али Бахтияров — ударные
- Андрей Тропилло — звукорежиссёр

версия 1993 года
- Эдмунд Шклярский — все инструменты, вокал (1-3, 5, 7, 8)
- Алексей Добычин — вокал (4, 6), бэк-вокал (2, 7)
- Александр Савельев, Евгений Волощук, Али Бахтияров — отмечены, но не играли
- Михаил Насонкин — звукорежиссёр
- Менеджмент: Олег Круглов
- Фото: В. Покровский
- Продюсер: Андрей Бурлака
- Художник: Эдмунд Шклярский
- Отдельное спасибо Андрею и Константину Коробейниковым, Леониду Кирносу